# Buffum
La ’Buffum est une variété de poire. 

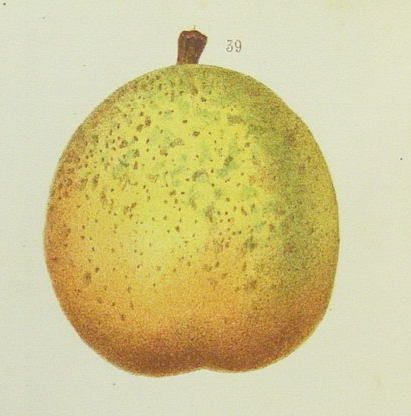
Buffum (poire américaine).

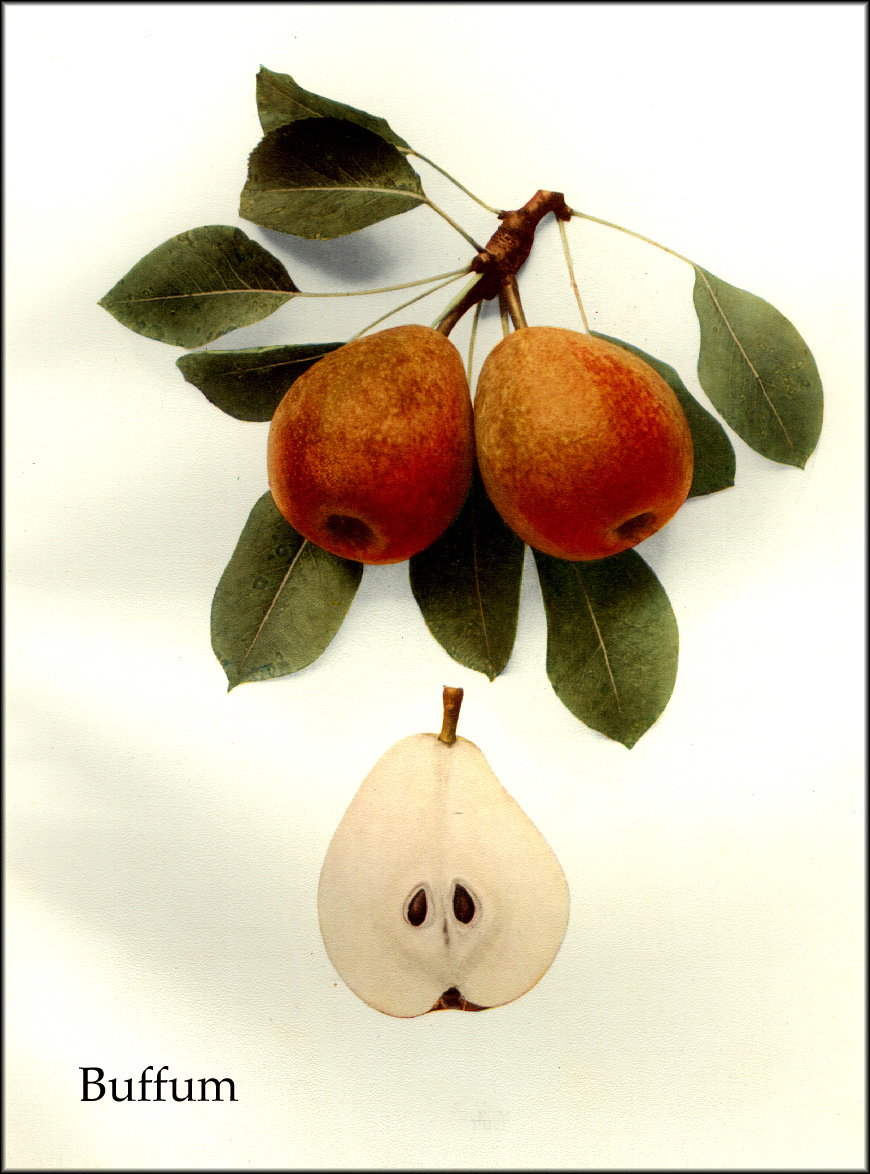
Autre aquarelle.

## Synonymie
- Poire de Buffum.

## Origine
La variété provient de Rhode-Island aux États-Unis d'Amérique.
André Leroy nous dit qu'elle fut semée par David Buffum de Warren, comté de Bristol, avant 1834, et expédiée en France en mars 1852.
Son nom a été supposé venir de sa couleur fauve, du nom anglais « buff », signifiant chamois mais cette hypothèse a été démentie depuis.

## Arbre
Bois fort, aux rameaux excessivement  nombreux ayant des lenticelles démesurément larges, extrêmement abondantes,.

## Fruit
De grosseur moyenne et forme ovoïde, légèrement ventrue, son pédoncule est court, arqué, relativement bien « nourri », inséré dans un évasement assez prononcé.
Chair blanchâtre, fine, fondante, non pierreuse.
La peau est d'un beau jaune clair, taché de brun.
Maturité vers la mi-septembre, fruit de première qualité.

#### Ouvrages
- De Liron d'Airoles[6], Les poiriers les plus précieux.
- Alexandre Bivort, Annales de pomologie belge, 1859.
- André Leroy, Dictionnaire de pomologie, Poires, tome 1.
- Alphonse Mas, Poires d'Automne, 1867.
- Barthélemy Charles Joseph Dumortier et M. W. Brown, Pomone Tournaisienne : Société Royale D'Horticulture et d'Agriculture de Tournay, Tournai, Casterman (Vve H.), 1869, 251 p. (lire en ligne), p. 1-251
- Société pomologique de France, Le verger français, catalogue descriptif des fruits adoptés par le congrès pomologique, tome 1[7], impr. B.Arnaud, Lyon-Paris, 1947, 576 pp., avec schémas et photos en N&B, tome 2[8], Extraits inédits[9].
- Masseron et Trillot au CTIFL, Le Poirier, (1993), 224 pages.
- Charles Baltet, Les Bonnes poires, (1859), 272 pages.
- Henri Kessler, « Pomologie illustrée », imprimeries de la Fédération S.A., Berne.

#### Revues et publications
- Collectif, « Revue horticole », Librairie agricole de la maison rustique, Paris, 1886, page 236.
- Collectif, « Guide pratique de l'amateur de fruits », Établissement horticole Simon Louis Frères, Nancy, 1895, page 61.